# Esko Marttinen
Esko Oiva Marttinen (* 15. Januar 1938 in Kajaani) ist ein früherer finnischer Biathlet.
Esko Marttinen ging mit der Startnummer 1 startend als erster Biathlet bei den Olympischen Winterspielen 1964 ins Rennen, wurde dabei als schlechtester Finne jedoch nur 23. Sowohl seine Laufzeit mit 1:24:50,2 Stunden als auch fünf Schießfehler, die zehn Strafminuten bedeuteten, waren im Mittelmaß angesiedelt. Mehr Erfolg hatte Marttinen bei den Biathlon-Weltmeisterschaften 1969 in Zakopane, bei denen der Finne mit Kalevi Vähäkylä, Mauri Röppänen und Mauno Peltonen im Staffelwettbewerb an den Start ging. Als Schlussläufer seiner Staffel führte er sie hinter den zu dieser Zeit beherrschenden Staffeln aus der UdSSR und Norwegen auf den Bronzerang.